# Гавриловский сельский совет (Каланчакский район)
Гавриловский сельский совет (укр. Гаврилівська сільська рада) — входит в состав
Каланчакского района
Херсонской области
Украины.
Административный центр сельского совета находится в 
с. Гавриловка Вторая
.

## История
- 1947 — дата образования.

## Населённые пункты совета
- с. Гавриловка Вторая
- с. Бабенковка Первая